# Onthophagus pipitzi
Onthophagus pipitzi là một loài bọ cánh cứng trong họ Bọ hung (Scarabaeidae).